# Żona Lorenza
Żona Lorenza (hiszp. La mujer de Lorenzo) – wenezuelsko-peruwiańska telenowela z 2003 roku.
W rolach głównych Adriana Louvier i Guillermo Pérez. W roli antagonistów Carolina Tejera, Yul Bürkle i Andrea Montenegro.

## Wersja polska
W Polsce telenowela była emitowana w telewizji Zone Romantica. Pierwszy odcinek serialu wyemitowano 12 września 2008.

## Obsada
- Adriana Louvier - Silvia Estévez
- Guillermo Pérez - Lorenzo Valezuela
- Carolina Tejera - Laura "Laurita" Benavides de Valezuela
- Andrea Montenegro - Isabela Fergoni
- Yul Bürkle - Alex Zambrano
- Milene Vásquez - Natalia "Nati"
- Camucha Negrete - Emperatriz Negrete
- Eduardo Cesti - Conan
- José Luis Ruiz - Giacomo Volicelli
- Leslie Stewart - Gloria Matos
- Xavier Pimentel - Conan García
- Oscar Beltrán - Antonio 'Toni' Bonicelli
- Ximena Díaz - Micaela 'Mimi' Zambrano